# ФК „Ювентус“
ФК „Ювентус“ (на италиански: Juventus Football Club, Juventus – от латинската дума за „младост“) със седалище в град Торино, Северна Италия, познат и като „Ювентус“, накратко „Юве“, е сред най-старите и успешни отбори не само в Италия, но и в Европа и света. „Бианконерите“ са сред най-титулуваните отбори за всички времена. Основан е на 1 ноември 1897 г. и играе домакинските си срещи на стадион „Ювентус Арена“ в Торино, Северна Италия. Отборът играе в черно-бели раирани фланелки и черни или бели гащета. Някои от известните му прякори са „Старата госпожа“, „бианконерите“ и „зебрите“.

## История

### Ранни години (1897– 1905)
Основан през 1897 г. като Спортен клуб „Ювентус“ от група млади студенти, като сред тях е и първият президент на клуба – Еудженио Канфари. Клубът се присъединява към Италианското футболно първенство през 1900 г. В този период екипът на отбора е в розово и черно. Той печели първата си шампионатна титла през 1905 г. По това време екипът му вече придобива днешния си облик – черни и бели ивици, и е вдъхновен от английския отбор Нотс Каунти.

### Години на господство (1923 – средата на 20 век)
През 1923 г. собствениците на автомобилния производител Фиат поемат управлението на клуба и построяват нов стадион. Това помага за спечелването на втора титла в италианския шампионат. С течение на времето клубът се превръща в символ на италианската култура поради успехите, някои от които оказват значително влияние върху италианското общество, особено през 30-те и 40-те години на 20 век. Това е видно в приноса на клуба в Националния отбор по футбол на Италия в период без прекъсване от втората половина на 1920 г., признат като един от най-влиятелните в международния футбол и след решаващата роля в Италия за спечелването на Световното първенство по футбол през 1934 г.

### Ерата Трапатони (1980– 1990)
Тази ера през 80-те години на 20 век е изключително успешна за клуба. Още в началото на десетилетието „Ювентус“ печели три титли, като общият им брой става 20. Така той добавя втора звезда върху клубната си емблема, с което се превръща в първия италиански отбор с две звезди. През 1982 г. Паоло Роси е обявен за футболист на годината, а през 1983, 1984 и 1985 г. Мишел Платини получава приза за футболист на годината. Така „Ювентус“ става първият клуб, чиито играчи печелят в четири последователни години. През 1985 г. „Ювентус“ печели и първата си Шампионска лига (тогава КЕШ), като на финала побеждава отбора на Ливърпул с 1:0. Победният гол е вкаран от Мишел Платини от дузпа. Така „Ювентус“ става първият отбор спечелил всички турнири на УЕФА.
Със спечелването на титлата от 1986 г. идва краят на тази ера, като в останалата част от десетилетието доминират отборите на Наполи, Милан и Интер. През 1990 г. „Ювентус“ се премества на стадион „Деле Алпи“.

### Ерата на Липи и новият век (1994– 2003)
През 1994 г. начело на отбора застава Марчело Липи. Още през първия си сезон печели Серия А с играчи като Чиро Ферара, Роберто Баджо, Джанлука Виали и младока Алесандро Дел Пиеро. През следващия сезон Ювентус е отново на върха на европейската сцена, печелейки Шампионска лига за втори път. На финала побеждава „Аякс“ след изпълнение на дузпи (1:1 в редовното време). След идването на играчи като Филипо Индзаги, Зинедин Зидан и Едгар Давидс отборът успява да достигне още два финала на Шампионска лига през 1997 и 1998 г., но ги губи от „Борусия Дортмунд“ (с 1:3) и „Реал Мадрид“ (с 0:1). Същевременно печели Серия А през 1997 и 1998 г., Суперкупата на УЕФА и Междуконтиненталната купа.
С отбора подписват играчи като Джанлуиджи Буфон, Павел Недвед и Давид Трезеге. С тяхна помощ отборът печели Серия А през 2002 и 2003 г. и достига финал в Шампионска лига през 2003 г., като губи от „Милан“ след изпълнение на дузпи (0:0 в редовното време).

### Скандалът „Калчополи“ и упадък на отбора (2006– 2011)
2006 г. се превръща в ужасяваща за отбора поради избухването на грандиозен скандал, свързан с уреждане на мачове в италианския футбол. В резултат на това 5 отбора биват наказани, единият от които е „Ювентус“. Отборът бива изпратен за първи път в историята си в Серия Б, като са му отнети двете титли от 2005 и 2006 г. Той бива напуснат от някои от звездите си като Златан Ибрахимович, Патрик Виейра, Джанлука Дзамброта, Лилиан Тюрам и Фабио Канаваро. За сметка на това лоялните Алесандро Дел Пиеро, Павел Недвед, Джанлуиджи Буфон, Давид Трезеге и Мауро Каморанези остават, за да върнат отбора в Серия А.
След като прекарва един сезон в Серия Б, „Ювентус“ се завръща в Серия А гладен за успехи, но те така и не идват. Следва серия от треньорски рокади, но успехите все още ги няма. Така два поредни сезона – 2009/10 и 2010/11 отборът се класира на седмо място, нещо съвсем нетипично за отбор с шампионски амбиции.

### Отново на върха в Серия А
През 2011 г. Антонио Конте подписва с отбора на Ювентус. Задачата му е да го направи шампион и да го класира в Шампионската лига. Биват привлечени играчи като Андреа Пирло, Артуро Видал и Мирко Вучинич. Същата година е открит и новият модерен стадион „Ювентус Арена“, който е изцяло собственост на клуба. Конте налага схема 3-5-2 и резултатите идват – след оспорвана битка за титлата с Милан Ювентус вдигна 28-ата (30-а с двете отнети) титла в Серия А, като не допуска нито една загуба през сезона. Под ръководството на Конте отборът подобрява личният си рекорд за брой мачове без загуба в първенството – 49.
През сезон 2012/13 „Ювентус“ печели втората си поредна титла и 29-а за клуба под ръководството на Антонио Конте. Под неговото ръководство „Ювентус“ печели и Суперкупата на Италия през 2012 г. и 2013 г.
За сезон 2013/2014 са привлечени няколко ключови играчи, сред които Карлос Тевес и Фернандо Йоренте. На 5 януари 2014 г., след победа над „Рома“ с 3:0, „Ювентус“ изравнява клубния рекорд за най-много последователни победи, който е от 1932 г. На 12 януари 2014 г. рекордът е подобрен след победа над „Каляри“ с 4:1. Победната серия продължава 12 мача, като е прекъсната след равенство (1:1) срещу „Лацио“ в Рим. През 2014 г. отборът печели титлата в Италия за трети пореден път, като това е общо 30-ото му отличие. Така отборът става първият и единствен тим в Серия А с три звезди върху емблемата си. Същият сезон са подобрени четири рекорда в Серия А. Първият е за най-много спечелени мачове в един сезон (33), вторият е за най-много спечелени домакински мачове в един сезон (19), а третият – за най-много спечелени точки в един сезон (102). Третият е и европейски рекорд в първенствата от топ 5. Четвъртият е за отбелязани голове в Серия А в сезон с 20 отбора в първенството – в 37 от общо 38 кръга отборът отбелязва гол. „Ювентус“ е безапелационен шампион и през сезоните 2014/15, 2015/16 и 2016/17, 2017/18, 2018/19, 2019/20.

## Емблема, цветове, прозвища и фенове
Емблемата на клуба е претърпяла различни промени. Последната такава е през сезон 2004/05. Емблемата на отбора е черно-бял елипсовиден щит като тези на италианските духовници. Той е разделен на пет вертикални ивици – две бели и три черни. В горната част е изписано името на отбора на бял фон, а в долната е изобразен нападащ бик върху черен стар френски щит. Върху щита има и черна корона. Нападащият бик е символ на град Торино.
От 1903 г. „Ювентус“ играят с раирани черно-бели екипи. Преди това клубът играе с розови ризи и черни вратовръзки, само защото са били изпратени грешни ризи. Тъй като един от членовете на екипа – Джон Савидж има контакти в Англия, от „Нотс Каунти“ пращат първите черно-бели екипи на отбора.
Сред най-известните прозвища на отбора са „Старата госпожа“, „бианконерите“ и „зебрите“. „Старата госпожа“ всъщност е игра на думи. Juventus от латински означава „младост“, „млад човек“. Другата част от прякора – „госпожа“ или „дама“ е начин за преданост към клуба.
„Ювентус“ е отборът с най-много фенове в Италия – над 12 милиона, което прави 30% от общите италиански футболни фенове. „Ювентус“ е и сред най-подкрепяните отбори в света с 480 милиона фенове (85 милиона от които само в Европа).

### Популярни фенове
- Хуан Мартин Дел Потро – тенисист
- Каролина Костнер – състезателка по фигурно пързаляне
- Даниел Крейг – актьор
- Михаел Шумахер – пилот от Формула 1
- Андре 3000 – певец, член на групата Ауткаст
- Джеймс Хардън – баскетболист
- Ерос Рамацоти – певец
- Евгени Плюшенко – състезател по фигурно пързаляне
- Лучано Павароти – оперен певец
- Спайк Лий – режисьор, сценарист, продуцент, актьор
- Роджър Федерер – тенисист
- Ноуел Галахар – музикант, член на групата Оейсис
- Жан Алези – пилот от Формула 1
- Джо Калзаги – боксьор

## Съперничества
Основните съперници на „Ювентус“ са два – „Торино“ и „Интер“. Дербито с „Торино“ се нарича „Дерби дела Моле“ и е градското дерби на града. Дербито с „Интер“ се нарича „Дербито на Италия“, тъй като до 2006 година това са двата отбора, които не са играли в по-долна дивизия. Други конкуренти на „Ювентус“ са „Милан“, „Наполи“ и „Фиорентина“.

## Състав

### Настоящ състав
Към 24 юли 2025 г.

## Мениджъри
| Период      | Име                | Спечелени състезания |  |
| ----------- | ------------------ | -------------------- |  |
| 1923 – 1926 | Йену Кароли        |                      |  |
| 1926 – 1928 | Йожеф Виола        |                      |  |
| 1928 – 1930 | Уилям Ейткен       |                      |  |
| 1930 – 1935 | Карло Каркано      |                      |  |
| 1935        | Карло Бигато       |                      |  |
| 1935 – 1939 | Вирджинио Розета   |                      |  |
| 1939 – 1941 | Умберто Калигарис  |                      |  |
| 1941        | Федерико Мунерати  |                      |  |
| 1941 – 1942 | Джовани Ферари     |                      |  |
| 1942 – 1946 | Феличе Борел       |                      |  |
| 1946 – 1948 | Ренато Чезарини    |                      |  |
| 1948 – 1949 | Уилям Чалмърс      |                      |  |
| 1949 – 1951 | Джеси Карвър       |                      |  |
| 1951 – 1953 | Гьорг Шароши       |                      |  |
| 1953 – 1955 | Алдо Оливиери      |                      |  |
| 1955 – 1957 | Сандро Пупо        |                      |  |
| 1957 – 1959 | Любиша Брочич      |                      |  |
| 1959 – 1961 | Ренато Чезарини    |                      |  |
| 1961 – 1962 | Карло Парола       |                      |  |
| 1962 – 1964 | Пауло Лима Амарал  |                      |  |
| 1964 – 1969 | Ериберто Ерера     |                      |  |
| 1969 – 1970 | Луис Карниля       |                      |  |
| 1970 – 1971 | Армандо Пичи       |                      |  |
| 1971 – 1974 | Честмир Вицпалек   |                      |  |
| 1974 – 1976 | Карло Парола       |                      |  |
| 1976 – 1986 | Джовани Трапатони  |                      |  |
| 1986 – 1988 | Рино Марчези       |                      |  |
| 1988 – 1990 | Дино Дзоф          |                      |  |
| 1990 – 1991 | Луиджи Маифреди    |                      |  |
| 1991 – 1994 | Джовани Трапатони  |                      |  |
| 1994 – 1999 | Марчело Липи       |                      |  |
| 1999 – 2001 | Карло Анчелоти     |                      |  |
| 2001 – 2004 | Марчело Липи       |                      |  |
| 2004 – 2006 | Фабио Капело       |                      |  |
| 2006 – 2007 | Дидие Дешам        |                      |  |
| 2007 – 2009 | Клаудио Раниери    |                      |  |
| 2009 – 2010 | Чиро Ферара        |                      |  |
| 2010        | Алберто Дзакерони  |                      |  |
| 2010 – 2011 | Луиджи Дел Нери    |                      |  |
| 2011 – 2014 | Антонио Конте      |                      |  |
| 2014 – 2019 | Масимилиано Алегри |                      |  |
| 2019 – 2020 | Маурицио Сари      |                      |  |
| 2020 – 2021 | Андреа Пирло       |                      |  |
| 2021 – 2024 | Масимилиано Алегри |                      |  |
| 2024        | Паоло Монтеро      |                      |  |
| 2024 – 2025 | Тиаго Мота         |                      |  |
| 2025 –      | Игор Тудор         |                      |  |

Легенда:
- – Шампион на Италия
- – Носител на Купата на Италия
- – Носител на Суперкупата на Италия
- – Шампион в Серия Б
- – Европейски шампион
- – Носител на Купата на УЕФА/Лига Европа
- – Носител на КНК
- – Носител на Междуконтинентална купа
- – Носител на Суперкупата на Европа
- – Купа Интертото

## Успехи
„Ювентус“ е най-успешният отбор на 20 век (според Международната федерация по футоблна история и статискика) и най-успешният отбор в Италия с най-много отличия във всички турнири – с 56 официални отличия. В Италия „Ювентус“ е отборът с най-много титли на Серия А (30), както и с най-много спечелени състезания – общо 40, и е вторият най-успешен италиански отбор в европейските турнири.
Клубът е първият в света отбор спечелил всички официални международни турнири и първият отбор спечелил трите големи шампионата на УЕФА. Ювентус е печелил италианската Серия А 32 пъти, но титлите от 2005 и 2006 г. са отнети заради скандала с уредени мачове.
„Ювентус“ подобрява своя рекорд по брой мачове без загуба, като през сезон 2011/2012 завършва без загуба с 23 победи и 15 равенства. Същият този сезон отборът завършва със само 19 допуснати гола и е признат за отбора с най-добра защита в света за сезона.

### Национални успехи
- Серия А:
  -  Шампион (36, рекорд): 1904/05, 1925/26, 1930/31, 1931/32, 1932/33, 1933/34, 1934/35, 1949/50, 1951/52, 1957/58, 1959/60, 1960/61, 1966/67, 1971/72, 1972/73, 1974/75, 1976/77, 1977/78, 1980/81, 1981/82, 1983/84, 1985/86, 1994/95, 1996/97, 1997/98, 2001/02, 2002/03, 2011/12, 2012/13, 2013/14, 2014/15, 2015/16, 2016/17, 2017/18, 2018/19, 2019/20
  -  Вицешампион (21): 1903, 1904, 1906, 1937/38, 1945/46, 1946/47, 1947/48, 1952/53, 1953/54, 1962/63 1973/74, 1975/76, 1979/80, 1982/83, 1986/87, 1991/92, 1993/94, 1995/96, 1999/00, 2000/01, 2008/09
  -  Бронзов медал (13): 1901, 1909/10, 1926/27, 1929/30, 1939/40, 1942/43, 1950/51, 1967/68, 1969/70, 1978/79, 2003/04, 2007/08, 2023/24
- Купа на Италия:
  -  Носител (15, рекорд): 1937/38, 1941/42, 1958/59, 1959/60, 1964/65, 1978/79, 1982/83, 1989/90, 1994/95, 2014/15, 2015/16, 2016/17, 2017/18, 2020/21, 2023/24
  -  Финалист (5): 1972/73, 1991/92, 2001/02, 2003/04, 2011/12
- Суперкупа на Италия:
  -  Носител (9, рекорд): 1995, 1997, 2002, 2003, 2012, 2013, 2015, 2018, 2020
  -  Финалист (7): 1990, 1998, 2005, 2014, 2016, 2017, 2019
- Серия Б:
  -  Шампион (1): 2006/07

### Международни успехи
- КЕШ и Шампионска лига:
  -  Носител (2): 1985, 1996
  -  Финалист (7): 1973, 1983, 1997, 1998, 2003, 2015, 2017
- КНК:
  -  Носител (1): 1984
- Купа на УЕФА, Лига Европа:
  -  Носител (3): 1977, 1990, 1993
  -  Финалист (1): 1995
- Суперкупа на Европа:
  -  Носител (2): 1984, 1996
- Междуконтинентална купа по футбол:
  -  Носител (2): 1985, 1996
  -  Финалист (1): 1973
- Купа Интертото:
  -  Носител (1): 1999
- Купа на панаирните градове
  -  Финалист (2): 1964/65, 1970/71
- Купа Жоан Гампер
  -  Носител (1): 2005
- Алпийска купа
  -  Носител (1): 1963
  -  Финалист (1): 1966
- Купа на Торино
  -  Носител (2, рекорд): 1902, 1903
- Трофей Луиджи Берлускони
  -  Носител (10): 1991, 1995, 1998, 1999, 2000, 2001, 2003, 2004, 2010, 2012
- Купа на Рио
  -  Финалист (1): 1951

### Носители на Златна топка
- Омар Сивори – 1961
- Паоло Роси – 1982
- Мишел Платини – 1983, 1984, 1985
- Роберто Баджо – 1993
- Зинедин Зидан – 1998
- Павел Недвед – 2003
- Фабио Канаваро – 2006

## Клубна статистика и рекорди

### Клубни рекорди в Серия А
- Най-много последователно спечелени титли (9) – 2011/12 – 2019/20
- Най-много спечелени точки в един сезон (102) – 2013/14
- Най-много победи в един сезон (33) – 2013/14
- Най-много победи като домакин в един сезон (19) – 2013/14
- Най-малко равенства в един сезон (3) – 2013/14
- Най-много равенства в един сезон (17) – 1955/56
- Най-малко загуби в един сезон (0) – 2011/12
- Най-много загуби в един сезон (15) – 1961/62, 2009/10
- Най-много отбелязани голове в един сезон (103) – 1950/51
- Най-малко отбелязани голове в един сезон (28) – 1938/39 (30 мача)
- Най-малко допуснати голове в един сезон (14) – 1981/82 (30 мача)
- Най-много допуснати голове в един сезон (56) – 1961/62 (34 мача)
- Най-продължителна серия от победи (15) – 2015/16
- Най-продължителна серия от победи от началото на сезона (9) – 2005/06
- Най-продължителна серия от победи като домакин (33) – 2015/16 – 2016/17
- Най-продължителна серия от мачове без загуба (49) – 2010/11 – 2012/13
- Най-продължителна серия от мачове без загуба като домакин (71) – 1932 – 1936
- Най-продължителна серия от мачове без загуба в един сезон (38) – 2011/12
- Най-продължителна серия от мачове без победа (13) – 1955/56; 1961/62

Алесандро дел Пиеро е рекордьор на „Ювентус“ по отношение на най-много участия в официални срещи (705 във всички турнири). На 6 март 2008 срещу „Палермо“ той изпреварва предишния рекордьор Гаетано Ширеа. Дел Пиеро също така държи рекорда за „Ювентус“ за най-много изиграни мачове в Серия А – 478.
Алесандро дел Пиеро е и голмайстор за „Ювентус“ с цели 278 гола във всички турнири. На второ място е Джампиеро Бониперти, които има 182 гола.
През сезон 1933 – 34 Феличе Пласидо Борел II ° отбелязва 31 гола в 34 срещи в Серия А. Ференц Хирзер е рекордьор за отбелязани най-много голове за един сезон – 35 гола в 26 срещи през сезон 1925 – 26. Омар Сивори е футболистът, реализирал най-много голове в един мач – 6. Рекордът е поставен през сезон 1960 – 61 срещу „Интер“.
Най-голямата победа на „Ювентус“ е 15 – 0 срещу „Ченто“. Тя е във втория кръг на Купата на Италия през сезон 1926 – 27. Най-голямата загуба на клуба е с 0 – 8 от „Торино“ през 1913 г.
Продажбата на Зинедин Зидан в „Реал Мадрид“ през 2001 г. е най-скъпият трансфер на клуба, като сумата от около 46 млн. паунда е световен рекорд до 2009 г., когато испанският отбор закупува Кристиано Роналдо за сумата от 84 млн. паунда.
„Ювентус“ държи рекорда и за най-висока получена сума от УЕФА (65,3 млн. евро).

## Топ 10 най-скъпи трансфери
| №  | Име                  | Година | Позиция      | Идващ от    | Транферна сума (€) |
| -- | -------------------- | ------ | ------------ | ----------- | ------------------ |
| 1  | Кристиано Роналдо    | 2018   | Нападател    | Реал Мадрид | 100 000 000        |
| 2  | Гонсало Игуаин       | 2016   | Нападател    | Наполи      | 90 000 000         |
| 3  | Джанлуиджи Буфон     | 2001   | Вратар       | Парма       | 58 880 000         |
| 4  | Лилиан Тюрам         | 2001   | Защитник     | Парма       | 41 500 000         |
| 5  | Павел Недвед         | 2001   | Полузащитник | Лацио       | 41 200 000         |
| 6  | Жоао Кансело         | 2018   | Защитник     | Валенсия    | 40 200 000         |
| 7  | Федерико Бернардески | 2017   | Полузащитник | Фиорентина  | 40 000 000         |
| 8  | Пауло Дибала         | 2015   | Нападател    | Палермо     | 32 000 000         |
| 9  | Миралем Пянич        | 2016   | Полузащитник | Рома        | 32 000 000         |
| 10 | Емерсон              | 2004   | Полузащитник | Рома        | 28 000 000         |

| №  | Име                | Година | Позиция      | Заминаващ за      | Транферна сума (€) |
| -- | ------------------ | ------ | ------------ | ----------------- | ------------------ |
| 1  | Пол Погба          | 2018   | Полузащитник | Манчестър Юнайтед | 105 000 000        |
| 2  | Зинедин Зидан      | 2001   | Полузащитник | Реал Мадрид       | 77 500 000         |
| 3  | Леонардо Бонучи    | 2017   | Защитник     | Милан             | 42 000 000         |
| 4  | Артуро Видал       | 2016   | Полузащитник | Байерн Мюнхен     | 37 500 000         |
| 5  | Филипо Индзаги     | 2002   | Нападател    | Милан             | 36 150 000         |
| 6  | Матия Калдара      | 2018   | Защитник     | Милан             | 35 000 000         |
| 7  | Алваро Мората      | 2016   | Нападател    | Реал Мадрид       | 30 000 000         |
| 8  | Златан Ибрахимович | 2006   | Нападател    | Интер             | 24 800 000         |
| 9  | Кингсли Коман      | 2017   | Полузащитник | Байерн Мюнхен     | 21 000 000         |
| 10 | Емил Аудеро        | 2019   | Вратар       | Сампдория         | 20 000 000         |

## Стадиони
През първите две години от създаването си (1897 г. и 1898 г.) „Ювентус“ приема гостуващите отбори на игрищата в Парко дел Валентино и в Джардино дела Читадела. След това отборът се премества на Stadium – голяма многофункционална постройка в Торино, използвана предимно за спортни цели точно до стария площад „Пиаца д'Арми“, навремето разположен между булевардите Галилео Ферарис и Дука дели Абруци, където провежда домакинските си срещи до 1908 г. Изключение правят 1905 г. – годината на първото спечелено Скудето и 1906 г., когато мачовете се играят на колодрума „Умберто I“ в торинския квартал „Крочета“.
От 1909 до 1922 г. „Ювентус“ играе своите домакинства на стадиона на бул. „Себастополи“, преди да се премести на бул. „Марсилия“, където остава до 1933 г. На този стадион отборът става четири пъти шампион на Италия, три от които – в поредни години. В края на 1933 г. торинският гранд започва да играе домакинските си мачове на новопостроения Градски стадион „Бенито Мусолини“, открит през 1933 г. за Световното първенство по футбол през 1934 г. След Втората световна война стадионът е преименуван на „Общински стадион“ до 1986 г., след което става Общински стадион „Виторио Поцо“ до 2005 г. На него „Ювентус“ приема гостуващите отбори в продължение на 57 години. Стадионът е домакин на 890 мача от шампионата на „Ювентус“. След окончателното затваряне на стадион „Филаделфия“, от 1963 г. Общинският стадион е споделян с ФК „Торино“. Той е място на домакинските мачове на двата торински отбора до сезон 1989/90: последният мач, изигран на този терен от „Ювентус“, е на 2 май 1990 г. срещу „Фиорентина“ – първият мач от Купата на УЕФА. Стадионът продължава да се ползва за тренировъчна база до юли 2003 г.
От 1990 г. до сезон 2005/06 торинци провеждат домакинските си мачове на Стадио деле Алпи, построен в торинския квартал „Валете“ за Световното първенство по футбол през 1990 г. Той е и вътрешно съоръжение на „бианконерите“ от 1990 до 2006 г.
В много редки случаи отборът домакинства на стадиони като Ренцо Барбера в Палермо, Дино Мануци в Чезена и Джузепе Меаца в Милано.
През 2002 г. Общинският съвет на Торино предоставя на „Ювентус“ експлоатацията на района на „Деле Алпи“ за 99 години, поради което през 2008 г. се взима решение за изграждането на нов стадион, разположен в района на вече изоставеното съоръжение.
През август 2006 г. „бианконерите“ се завръщат да играят на Общинския стадион, който е обновен за Зимните олимпийски игри в Торино и вече носи името „Олимпийски стадион“. Споделят го с отбора на Торино. От 2016 г. той се нарича Олимпийски стадион „Гранде Торино“.
От 2011 г. „Ювентус“ провежда домакинствата си на Ювентус Стейдиъм. Новото съоръжение е построено на мястото на Стадио деле Алпи. То е с капацитет от 41 000 зрители, а в изграждането му са вложени 120 млн. евро. На 11 септември 2011 г. се изиграва първият мач на новия стадион между „Ювентус“ и „Парма“. В 17 минута Стефан Лихтщайнер вкарва първия гол, отбелязан на стадиона. От 1 юли 2017 г. името му е „Алианц Стейдиъм“ и то ще остане такова до 30 юни 2030 г.

## Известни играчи
- Гаетано Ширеа
- Клаудио Джентиле
- Жозе Алтафини
- Кристиано Роналдо
- Чиро Ферара
- Антонио Конте
- Фабио Капело
- Джампиеро Бониперти
- Роберто Бетега
- Марко Тардели
- Дино Дзоф
- Алесандро дел Пиеро
- Алесио Такинарди
- Фабио Канаваро
- Роберто Баджо
- Джанлука Виали
- Анджело Перуци
- Фабрицио Раванели
- Кристиян Виери
- Филипо Индзаги
- Пиетро Анастази
- Роберто Анцолин
- Ромео Бенети
- Роберто Бетега
- Алесандро Бириндели
- Масимо Бонини
- Роберто Бонинсеня
- Серджо Брио
- Антонио Кабрини
- Масимо Карера
- Пиерлуиджи Казираги
- Ернесто Кастано
- Франко Каузио
- Антонело Кукуреду
- Умберто Коломбо
- Луиджи Де Агостини
- Паоло Ди Канио
- Анджело Ди Ливио
- Джузепе Фурино
- Марк Юлиано
- Джанлука Дзамброта
- Паоло Роси
- Чезаре Прандели
- Андреа Пирло
- Джанкарло Мароки
- Жозе Алтафини
- Хулио Сезар да Силва
- Емерсон
- Карлос Тевес
- Дидие Дешам
- Мишел Платини
- Зинедин Зидан
- Лилиан Тюрам
- Патрик Виейра
- Хелмут Халер
- Томас Хеслер
- Юрген Колер
- Андреас Мьолер
- Едгар Давидс
- Луис дел Сол
- Михаел Лаудруп
- Златан Ибрахимович
- Тиери Анри
- Джон Чарлс
- Лайъм Брейди
- Павел Недвед
- Игор Тудор
- Ален Бокшич
- Збигнев Бонек
- Владимир Югович
- Адриан Муту
- Омар Сивори
- Паоло Монтеро

## Български футболисти
- Валери Божинов: 2006/07 - (18 мача - 5 гола)
- Марио Кирев: 2009/12 - (0 мача - 0 гола)

## Класиране по години

### Серия А
| Сезон     | Позиция       | Точки |
| --------- | ------------- | ----- |
| 1898      | Не участва    | -     |
| 1899      | Не участва    | -     |
| 1900      | Рунд 1        | 4     |
| 1901      | Полуфинал     | -     |
| 1902      | Първа група   | 5     |
| 1903      | Подгласник    | -     |
| 1904      | Подгласник    | -     |
| 1905      | Шампион       | 9     |
| 1906      | Подгланик     | 5     |
| 1907      | Квалификация  | -     |
| 1908      | Квалификация  | -     |
| 1909      | Рунд 1        | -     |
| 1909 – 10 | 3-то          | 18    |
| 1910 – 11 | 9-о           | 10    |
| 1911 – 12 | 8-о           | 9     |
| 1912 – 13 | Квалификация  | 3     |
| 1913 – 14 | Квалификация  | 10    |
| 1914 – 15 | Полуфинал     | -     |
| 1919 – 20 | Последен рунд | -     |
| 1920 – 21 | Група А       | 15    |
| 1921 – 22 | Не участва    | -     |
| 1922 – 23 | Група В       | 25    |
| 1923 – 24 | Група А       | 26    |
| 1924 – 25 | Група В       | 32    |
| 1925 – 26 | Шампион       | -     |
| 1926 – 27 | 3-то          | 11    |
| 1927 – 28 | 4-то          | 16    |
| 1928 – 29 | Група В       | 41    |
| 1929 – 30 | 3-то          | 45    |
| 1930 – 31 | Шампион       | 55    |
| 1931 – 32 | Шампион       | 54    |
| 1932 – 33 | Шампион       | 54    |
| 1933 – 34 | Шампион       | 53    |
| 1934 – 35 | Шампион       | 44    |
| 1935 – 36 | 5-о           | 35    |
| 1936 – 37 | 5-о           | 35    |
| 1937 – 38 | Подгласник    | 39    |
| 1938 – 39 | 8-о           | 29    |
| 1939 – 40 | 3-то          | 36    |
| 1940 – 41 | 5-о           | 32    |
| 1941 – 42 | 6-о           | 32    |
| 1942 – 43 | 3-то          | 37    |
| 1946 – 47 | Подгласник    | 53    |
| 1947 – 48 | 3-то          | 49    |
| 1948 – 49 | 4-то          | 44    |
| 1949 – 50 | Шампион       | 62    |
| 1950 – 51 | 3-то          | 54    |
| 1951 – 52 | Шампион       | 60    |
| 1952 – 53 | Подгласник    | 45    |
| 1953 – 54 | Подгласник    | 50    |
| 1954 – 55 | 7-о           | 37    |
| 1955 – 56 | 9-о           | 33    |
| 1956 – 57 | 9-о           | 33    |
| 1957 – 58 | Шампион       | 51    |
| 1958 – 59 | 4-то          | 42    |
| 1959 – 60 | Шампион       | 55    |
| 1960 – 61 | Шампион       | 49    |
| 1961 – 62 | 12-о          | 29    |
| 1962 – 63 | Подгласник    | 45    |
| 1963 – 64 | 5-о           | 38    |
| 1964 – 65 | 5-о           | 41    |
| 1965 – 66 | 5-о           | 42    |
| 1966 – 67 | Шампион       | 49    |
| 1967 – 68 | 3-то          | 36    |
| 1968 – 69 | 5-о           | 35    |
| 1969 – 70 | 3-то          | 38    |
| 1970 – 71 | 4-то          | 35    |
| 1971 – 72 | Шампион       | 43    |
| 1972 – 73 | Шампион       | 45    |
| 1973 – 74 | Подгласник    | 41    |
| 1974 – 75 | Шампион       | 43    |
| 1975 – 76 | Подгласник    | 43    |
| 1976 – 77 | Шампион       | 51    |
| 1977 – 78 | Шампион       | 44    |
| 1978 – 79 | 3-то          | 37    |
| 1979 – 80 | Подгласник    | 38    |
| 1980 – 81 | Шампион       | 44    |
| 1981 – 82 | Шампион       | 42    |
| 1982 – 83 | Подгласник    | 39    |
| 1983 – 84 | Шампион       | 43    |
| 1984 – 85 | 5-о           | 36    |
| 1985 – 86 | Шампион       | 45    |
| 1986 – 87 | Подгласник    | 39    |
| 1987 – 88 | 6-о           | 31    |
| 1988 – 89 | 4-то          | 43    |
| 1989 – 90 | 4-то          | 44    |
| 1990 – 91 | 7-о           | 37    |
| 1991 – 92 | Подгласник    | 48    |
| 1992 – 93 | 4-то          | 39    |
| 1993 – 94 | Подгласник    | 47    |
| 1994 – 95 | Шампион       | 73    |
| 1995 – 96 | Подгласник    | 65    |
| 1996 – 97 | Шампион       | 65    |
| 1997 – 98 | Шампион       | 74    |
| 1998 – 99 | 7-о           | 54    |
| 1999 – 00 | Подгласник    | 71    |

| Сезон     | Позиция                | Точки |
| --------- | ---------------------- | ----- |
| 2000 – 01 | Подласник              | 73    |
| 2001 – 02 | Шампион                | 71    |
| 2002 – 03 | Шампион                | 72    |
| 2003 – 04 | 3-то                   | 69    |
| 2004 – 05 | Шампион (отнета титла) | 86    |
| 2005 – 06 | Шампион (отнета титла) | 91    |
| 2006 – 07 | Не участва             | -     |
| 2007 – 08 | 3-то                   | 72    |
| 2008 – 09 | Подгласник             | 74    |
| 2009 – 10 | 7-о                    | 55    |
| 2010 – 11 | 7-о                    | 58    |
| 2011 – 12 | Шампион                | 84    |
| 2012 – 13 | Шампион                | 87    |
| 2013 – 14 | Шампион                | 102   |
| 2014 – 15 | Шампион                | 87    |
| 2015 – 16 | Шампион                | 91    |
| 2016 – 17 | Шампион                | 91    |
| 2017 – 18 | Шампион                | 95    |
| 2018 – 19 | Шампион                | 90    |
| 2019 – 20 | Шампион                | 83    |
| 2020 – 21 | 4-то                   | 78    |
| 2021 – 22 | 4-то                   | 70    |
| 2022 – 23 | 7-мо                   | 62    |
| 2023 – 24 |                        | 71    |

## Ранг в европейските турнири
| Година | Ранг | Лидер                  |
| ------ | ---- | ---------------------- |
| 1961   | -    | Реал Мадрид            |
| 1962   | #30  | Реал Мадрид            |
| 1963   | #35  | Реал Мадрид            |
| 1964   | #25  | ФК Барселона           |
| 1965   | #16  | Бенфика                |
| 1966   | #12  | Бенфика                |
| 1967   | #15  | Реал Сарагоса          |
| 1968   | #09  | Реал Мадрид            |
| 1969   | #06  | Бенфика                |
| 1970   | #07  | Лийдс Юнайтед          |
| 1971   | #02  | Лийдс Юнайтед          |
| 1972   | #04  | Лийдс Юнайтед          |
| 1973   | #03  | Аякс                   |
| 1974   | #05  | Аякс                   |
| 1975   | #05  | Борусия Мьонхенгладбах |
| 1976   | #10  | Байерн Мюнхен          |
| 1977   | #10  | Борусия Мьонхенгладбах |
| 1978   | #08  | Борусия Мьонхенгладбах |
| 1979   | #08  | Борусия Мьонхенгладбах |
| 1980   | #09  | Борусия Мьонхенгладбах |
| 1981   | #05  | ФК Барселона           |
| 1982   | #19  | ФК Барселона           |
| 1983   | #17  | ФК Барселона           |
| 1984   | #06  | ФК Ливърпул            |
| 1985   | #05  | ФК Ливърпул            |
| 1986   | #01  | Ювентус                |
| 1987   | #01  | Ювентус                |
| 1988   | #01  | Ювентус                |
| 1989   | #02  | Байерн Мюнхен          |
| 1990   | #02  | Байерн Мюнхен          |
| 1991   | #01  | Ювентус                |
| 1992   | #07  | Реал Мадрид            |
| 1993   | #03  | Реал Мадрид            |
| 1994   | #03  | Реал Мадрид            |
| 1995   | #05  | Реал Мадрид            |
| 1996   | #10  | Аякс                   |
| 1997   | #01  | Ювентус                |
| 1998   | #02  | ПСЖ                    |
| 1999   | #01  | Ювентус                |
| 2000   | #01  | Ювентус                |

| Година | Ранг | Лидер             |
| ------ | ---- | ----------------- |
| 2001   | #07  | Реал Мадрид       |
| 2002   | #07  | Реал Мадрид       |
| 2003   | #08  | Реал Мадрид       |
| 2004   | #11  | Реал Мадрид       |
| 2005   | #12  | Реал Мадрид       |
| 2006   | #05  | Милан             |
| 2007   | #12  | Милан             |
| 2008   | #23  | ФК Челси          |
| 2009   | #24  | ФК Барселона      |
| 2010   | #27  | ФК Барселона      |
| 2011   | #43  | Манчестър Юнайтед |
| 2012   | #43  | ФК Барселона      |
| 2013   | #20  | ФК Барселона      |
| 2014   | #16  | Реал Мадрид       |
| 2015   | #14  | Реал Мадрид       |
| 2016   | #09  | Реал Мадрид       |
| 2017   | #05  | Реал Мадрид       |
| 2018   | #05  | Реал Мадрид       |
| 2019   | #05  | Реал Мадрид       |
| 2020   | #05  | Байерн Мюнхен     |
| 2021   | #05  | Байерн Мюнхен     |
| 2022   | #08  | Байерн Мюнхен     |
| 2023   | #08  | Манчестър Сити    |
| 2024   | #18  | Манчестър Сити    |

## Българи в „Ювентус“
- Валери Божинов (нападател) – В. Божинов е първият български футболист в отбора на „Ювентус“. Той се присъединява към отбора през сезон 2006 – 07 под наем от отбора на Фиорентина. Там той записва 18 мача и 5 отбелязани гола.
- Марио Кирев (вратар) – М. Кирев подписва с клуба през януари 2009 г. Там той така и не записва изигран мач, като само е попадал няколко пъти в групата. Пред избора, дали да е трети вратар или да бъде даден под наем в друг отбор, той избира втората опция. Затова е и даван под наем на други отбори.

## „Ювентус“ срещу български отбори
| Сезон     | Турнир                           | Домакин           | Резултат | Гост              |
| --------- | -------------------------------- | ----------------- | -------- | ----------------- |
| 1960 – 61 | КЕШ: Предв. кръг                 | Ювентус           | 2:0      | ЦСКА (София)      |
| 1960 – 61 | КЕШ: Предв. кръг (реванш)        | ЦСКА (София)      | 4:1      | Ювентус           |
| 1964 – 65 | КПГ: 3-ти кръг                   | Ювентус           | 1:1      | Локомотив Пловдив |
| 1964 – 65 | КПГ: 3-ти кръг (реванш)          | Локомотив Пловдив | 1:1      | Ювентус *         |
| 1969 – 70 | КПГ: 1-ви кръг                   | Ювентус           | 3:1      | Локомотив Пловдив |
| 1969 – 70 | КПГ: 1-ви кръг (реванш)          | Локомотив Пловдив | 1:2      | Ювентус           |
| 1975 – 76 | КЕШ: 1-ви кръг                   | ЦСКА (София)      | 2:1      | Ювентус           |
| 1975 – 76 | КЕШ: 1-ви кръг (реванш)          | Ювентус           | 2:0      | ЦСКА (София)      |
| 1979 – 80 | КНК                              | Берое             | 1:0      | Ювентус           |
| 1979 – 80 | КНК                              | Ювентус           | 3:1      | Берое             |
| 1990 – 91 | КНК                              | Сливен            | 0:2      | Ювентус           |
| 1990 – 91 | КНК                              | Ювентус           | 6:1      | Сливен            |
| 1994 – 95 | Купа на УЕФА: 1-ви кръг          | ЦСКА (София)      | 0:3      | Ювентус           |
| 1994 – 95 | Купа на УЕФА: 1-ви кръг (реванш) | Ювентус           | 5:1      | ЦСКА (София)      |
| 1999 – 00 | Купа на УЕФА: 2-ри кръг          | Левски (София)    | 1:3      | Ювентус           |
| 1999 – 00 | Купа на УЕФА: 2-ри кръг (реванш) | Ювентус           | 1:1      | Левски София      |

Забележка: * означава, че Ювентус е продължил в следващата фаза след продължения.